# Alcalde de Nueva York
El alcalde de la Ciudad de Nueva York es la cabeza de la rama ejecutiva del Gobierno de la Ciudad de Nueva York y el jefe ejecutivo de la ciudad de Nueva York. La oficina de la alcaldía administra todos los servicios de la ciudad, la propiedad pública, la policía, los bomberos, la mayoría de las agencias públicas y hace cumplir todas las leyes citadinas y estatales dentro de la ciudad de Nueva York.
El presupuesto, supervisado por la Oficina de la Alcaldía de Administración y Presupuesto de la Ciudad de Nueva York, es el mayor en los Estados Unidos, sumando un total de $100.7 miles de millones en el año fiscal 2021. La ciudad emplea a 325 000 personas, gasta alrededor de $21 000 000 000 (veintiún mil millones de dólares) para educar a más de 1 100 000 (un millón cien mil) estudiantes (el sistema público educativo más grande en los Estados Unidos) y recauda $27 000 000 000 (veintisiete mil millones de dólares) en impuestos. Recibe $14 000 000 000 (catorce mil millones de dólares) de los gobiernos estatal y federal.
La oficina del alcalde se ubica en el Ayuntamiento de Nueva York; tiene jurisdicción sobre los cinco boroughs de la ciudad de Nueva York: Manhattan, Brooklyn, el Bronx, Staten Island y Queens. El alcalde nombra a numerosas autoridades, incluyendo alcaldes delegados y los comisionados que encabezan las agencias citadinas y departamentos. Las regulaciones de la alcaldía están compiladas en el título 43 de las Normas de la Ciudad de Nueva York. De acuerdo con la ley vigente, el alcalde sólo puede ejercer dos periodos consecutivos de cuatro años pero puede volver a presentarse a ellecciones luego de un espacio de cuatro años. El límite de mandatos consecutivos fue cambiado de dos a tres el 23 de octubre del 2008 cuando el Consejo Municipal votó 29–22 en favor de aprobar la ley que extiende el límite. Sin embargo, en el 2010, un referéndum revirtió el límite a dos términos por una amplia votación a favor.
El actual alcalde es Eric Adams, quien fue elegido el 2 de noviembre del 2021 y asumió el mando poco después de la medianoche del 1 de enero del 2022.

## Historia
En 1665, el gobernador Richard Nicolls nombró a Thomas Willett como el primer alcalde de Nueva York. Por 156 años, el alcalde era nombrado y tenía un poder limitado. Entre 1783 y 1821 el alcalde era nombrado por el Consejo de Nombramiento en el que el gobernador del estado tenía la voz principal. En 1821 el Consejo de Comunes, que incluía miembros elegidos, ganó la autoridad de escoger al alcalde. Una enmienda a la Constitución del Estado de Nueva York en 1834 estableció la elección directa popular del alcalde. Cornelius W. Lawrence, un demócrata, fue elegido ese año.
Gracie Mansion ha sido la residencia oficial del alcalde desde la administración de Fiorello La Guardia en 1942. Su piso principal esta abierto al público y sirve como un pequeño museo.
El alcalde tiene derecho a recibir un salario de 258,750 dólares anuales. Michael Bloomberg, alcalde de la ciudad entre 2002 y 2013 y una de las personas más ricas en el mundo, declinó recibir el salario y, en vez de ello, recibió sólo un dólar anual.
En el 2000 el control directo del sistema de educación pública fue transferido a la oficina del alcalde. En el 2003 la reorganización estableció el Departamento de Educación de la Ciudad de Nueva York.

### Tammany Hall

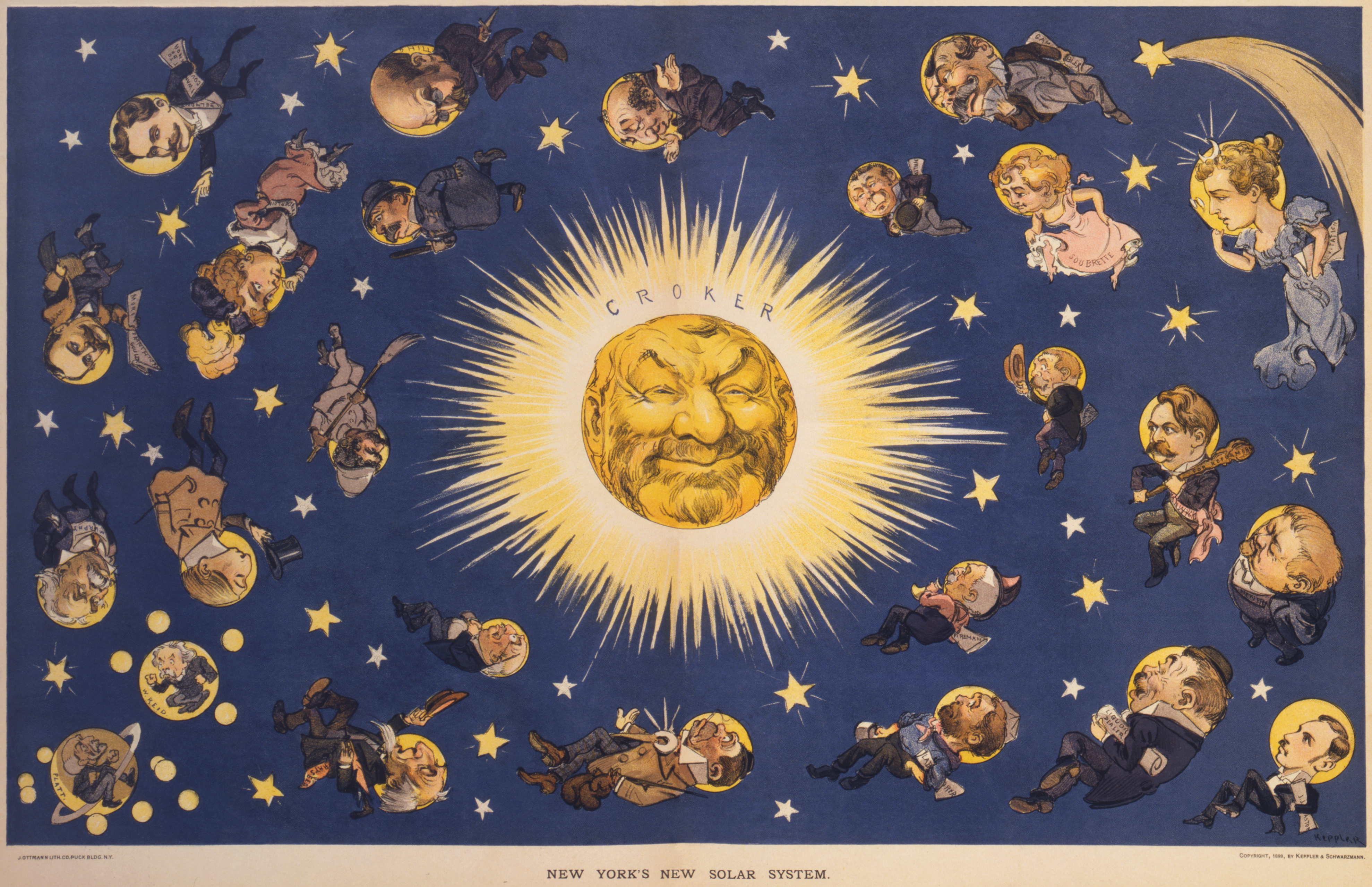
"Nuevo sistema solar de Nueva York": Tammany Hall gira alrededor de Boss Croker en esta caricatura de 1899 en Puck.

Tammany Hall, que evolucionó de una organización de artesanos a una maquinaria política demócrata, ganó el control de las nominaciones del Partido Demócrata en el estado y la ciudad en 1861. Jugó un rol principal en la política de la ciudad de Nueva york hasta los años 1960 y fue un jugador dominante desde la victoria para la alcaldía de Fernando Wood en 1854 hasta la era de Robert Wagner (1954–1965). Su último líder político fue un afroamericano llamado J. Raymond Jones.

## Delegados
El alcalde de la Ciudad de Nueva York puede nombrar varios alcaldes delegados para que le ayuden a supervisar las oficinas de la alcaldía dentro de la rama ejecutiva del gobierno de la ciudad. Los poderes y deberes, e incluso el número de alcaldes delegados, no están definidas por la Carta de la Ciudad.
El puesto fue creado por Fiorello La Guardia (quien nombró a Grover Whalen como alcalde delegado) para atender eventos ceremoniales que el alcalde no podía atender por estar muy ocupado. Desde entonces, los alcaldes delegados han sido nombrados con sus áreas de responsabilidad definidas por el alcalde que los nombre. Hay actualmente cinco alcaldes delegados, todos los cuales reportan directamente al alcalde. La mayoría de comisionados de las agencias y cabezas de los departamentos reportan a uno de los alcaldes delegados, dando al rol una gran cantidad de poder dentro de la administración edil. 
Los alcaldes delegados no tienen derecho a acceder a la alcaldía en el caso de vacancia o incapacidad del alcalde. (The order of succession is the Public Advocate of the City of New York, then the Comptroller of the City of New York.)

### Actuales alcaldes delegados
- Lorraine Grillo, primera alcaldesa delegada

Aconseja al alcalde en asuntos administrativos, operativos y políticos de la ciudad.
- Maria Torres-Springer, alcaldesa delegada para Vivienda y Desarrollo Económico

Supervisa y coordina las operaciones del Departamento de Desarrollo Económico, el Departamento de Transporte, el Departamento de Edificios, el Departamento de Planificación Urbana, Departamento de Preservación y Construcción de Vivienda, y agencias relacionadas.
- Anne Williams-Isom, Alcaldesa delegada para Salud y Servicios Humanos

Supervisa y coordina las operaciones de la administración de recursos humanos, el Departamento de Servicios a los Sinhogar, la Administración para Servicios a la Infancia, New York City Health y los hospitales y agencias relacionadas.
- Meera Joshi, Alcaldesa delegada para Operaciones
- Sheena Wright, Alcaldesa delegada para Iniciativas Estratégicas, Strategic Initiatives
- Phil Banks, Alcalde delegado para Seguridad Pública[7]

### Notables exalcaldes delegados
- Lilliam Barrios-Paoli 2014–2016, Anthony Shorris 2014–2017 — bajo la alcaldía de Bill de Blasio
- Daniel L. Doctoroff, Stephen Goldsmith 2010–2011, Patricia Harris 2002–2013, Robert K. Steel, Dennis M. Walcott, Howard Wolfson — bajo la alcaldía de Michael Bloomberg
- Joe Lhota — bajo la alcaldía de Rudolph Giuliani
- Kenneth Lipper — bajo la alcaldía de Ed Koch
- William Lynch en los años 1990 — bajo la alcaldía de David Dinkins
- Basil Paterson 1978 – bajo la alcaldía de Ed Koch
- Herman Badillo 1977–1979 — bajo la alcaldía de  Ed Koch
- Robert W. Sweet 1966–1969
- Barry F. Sullivan 1992-1994 — bajo la alcaldía de David Dinkins

## Autoridades nombradas
"El alcalde tiene el poder de nombrar y remover a los comisionados de más de 40 agencias de la ciudad y a miembros de juntas urbanas y comisiones." Entre ellas se incluyen:
- Comisionado de Policía de la Ciudad de Nueva York
- Comisionado de Bomberos de la Ciudad de Nueva York
- Jueces de la Corte Criminal de la Ciudad de Nueva York
- Mariscales de la Ciudad de Nueva York
- Canciller Escolar de la Ciudad de Nueva York (hasta el 2002)
- Oficina de la Alcaldía de Administración y Presupuesto de la Ciudad de Nueva York
- Comisionado de Salud de la Ciudad de Nueva York

## Miembro de juntas
El alcalde de Nueva York es un miembro ex officio de la junta de las siguientes organizaciones:
- Museo Americano de Historia Natural
- Academia de Música de Brooklyn
- Jardín botánico de Brooklyn
- Brooklyn Children's Museum
- Brooklyn Museum of Art
- Brooklyn Public Library
- Carnegie Hall
- El Museo del Barrio
- Lincoln Center for the Performing Arts
- Metropolitan Museum of Art
- Museum of Jewish Heritage
- Museum of the City of New York
- National September 11 Memorial & Museum
- New York Botanical Garden
- New York Hall of Science
- New York Public Library
- New York Shakespeare Festival
- Public Design Commission
- Queens Borough Public Library
- Queens Botanical Garden
- Queens Museum of Art
- Snug Harbor Cultural Center
- Staten Island Botanical Garden
- Staten Island Children's Museum
- Staten Island Historical Society
- Staten Island Institute of Arts and Sciences
- Staten Island Zoo
- Wave Hill
- Wildlife Conservation Society

## En la cultura popular
Los periódicos locales usualmente se refieren al alcalde como "Hizzoner", una corrupción de la expresión inglesa "His Honor" (en español: "El Honorable").
Spin City, una serie de televisión de los años 1990 protagonizada por Michael J. Fox como alcalde delegado de Nueva York bajo el mandato del alcalde de ficción Randall Winston interpretado por Barry Bostwick.
Varios alcaldes han aparecido en televisión y cine, así como en teatro de Broadway, principalmente en The Will Rogers Follies. En los años 1980 y 1990s, los alcaldes Ed Koch y Rudy Giuliani aparecieron en Saturday Night Live varias ocasiones, algunas veces parodiándose a sí mismos en sketches. Giuliani y el alcalde Michael Bloomberg aparecieron ambos como ellos mismos en sus funciones ediles en episodios de Law & Order. Giuliani también apareció como él mismo en un episodio de Seinfeld, titulado "The Non-Fat Yogurt". Giuliani tuvo cameos en películas como The out of Twoners y Anger Management. Bloomberg ha aparecido en 30 Rock, Gossip Girl, Curb Your Enthusiasm y Horace and Pete.